# Clytosemia bicincta
Clytosemia bicincta är en skalbaggsart som beskrevs av J. Linsley Gressitt 1938. Clytosemia bicincta ingår i släktet Clytosemia och familjen långhorningar.
Artens utbredningsområde är Taiwan. Inga underarter finns listade i Catalogue of Life.